# Catarinieni
Catarinienii sau catarinele (Catarrhini) (din greacă: κατά katá,  = în jos + ρινος rhinós = nas) este un grup (parvordin) de primate simiene superioare, care cuprinde maimuțele lumii vechi și omul.  Trăiesc în Africa, Asia și unele insule australiene, iar omul este răspândit și în restul continentelor și în insulele oceanelor. Ei au septul cartilaginos al nasului mult îngustat, nările mult apropiate, iar deschiderea nărilor este îndreptată înainte. Au o talia mijlocie  sau mare. Coada de lungimi diferite, uneori rudimentară sau lipsește și niciodată nu este prehensilă. Degetele sunt prevăzute cu unghii turtite late sau înguste. Policele (degetul mare al mâinii) este opozabil și uneori rudimentar. Blana la unele specii este deasă, la altele rară sau aproape absentă și relativ mai fină decât la platirinieni. Craniul este voluminos. Mai multe specii au buzunare bucale și calozități fesiere. Au 32  de dinți cu o formulă dentară asemănătoare cu a omului: 2•1•2•3/2•1•2•3 x 2 = 32. Caninii, cu excepția omului, au formă de colți ascuțiți și ieșiți de la nivelul celorlalți dinți. Între incisivii superiori și canin se află un spațiu mic pentru primirea caninului inferior. Molarii superiori au de regulă 4 tuberculi (vârfuri tocite), iar cei inferiori 4 sau 5 tuberculi. Cecul intestinal are un scurt apendice. Au o placentă discoidală, simplă sau dublă, și caducă. Sarcina durează 7-9 luni. Nasc, de regulă, câte un singur pui. Este un grup foarte heterogen, cei mai mulți catarinieni sunt agățători arboricoli, dar unii au devenit tereștri, patrupezi sau bipezi și plantigrazi.  

## Clasificare
Ordinul Catarrhini include 29 de genuri cu 163 de specii în viață.
- Ordinul Primates[3][4]
  - Subordinul Strepsirrhini
  - Subordinul Haplorrhini
    - Infraordinul Tarsiiformes
      - Familia Tarsiidae

    - Infraordinul Simiiformes
      - Parvorden Catarrhini
        - Superfamilia Cercopithecoidea
          - Familia Cercopithecidae

        - Suprafamilia †Dendropithecoidea
          - Familia †Dendropithecidae

        - Suprafamilia Hominoidea
          - Familia Hylobatidae
          - Familia Hominidae

        - Suprafamilia †Proconsuloidea
          - Familia †Proconsulidae

        - Suprafamilia †Propliopithecoidea [5]
          - Familia †Propliopithecidae

        - Suprafamilia †Saadanioidea [5]
          - Familia †Saadaniidae

      - Parvordinul Platyrrhini

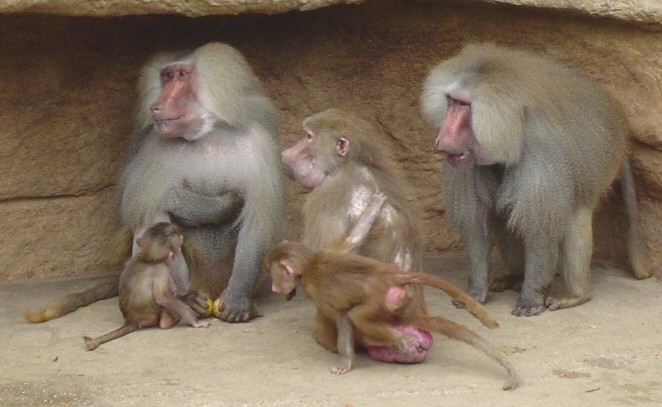
Cercopithecidae : Babouin hamadryas
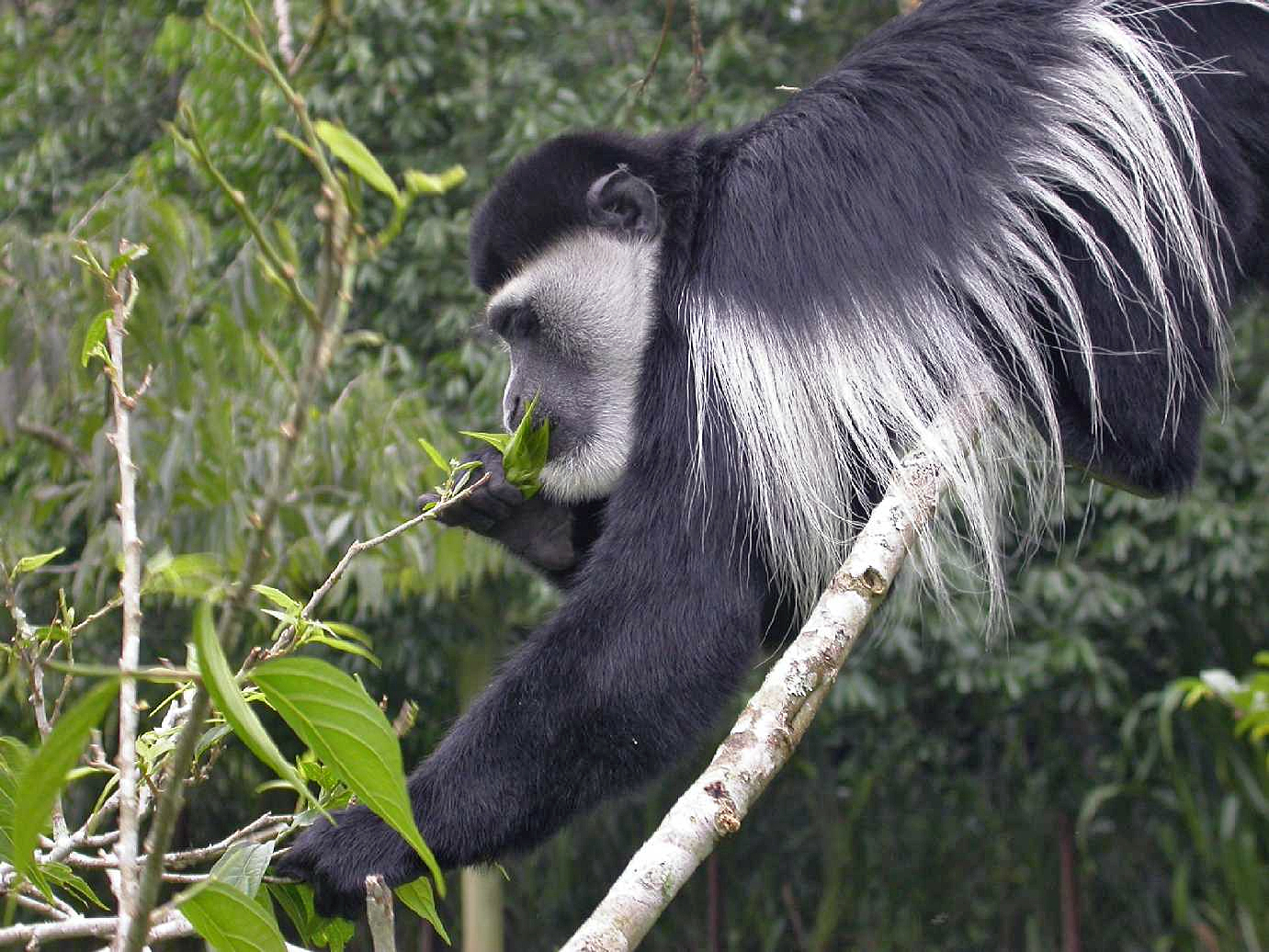
Cercopithecidae : Colobe
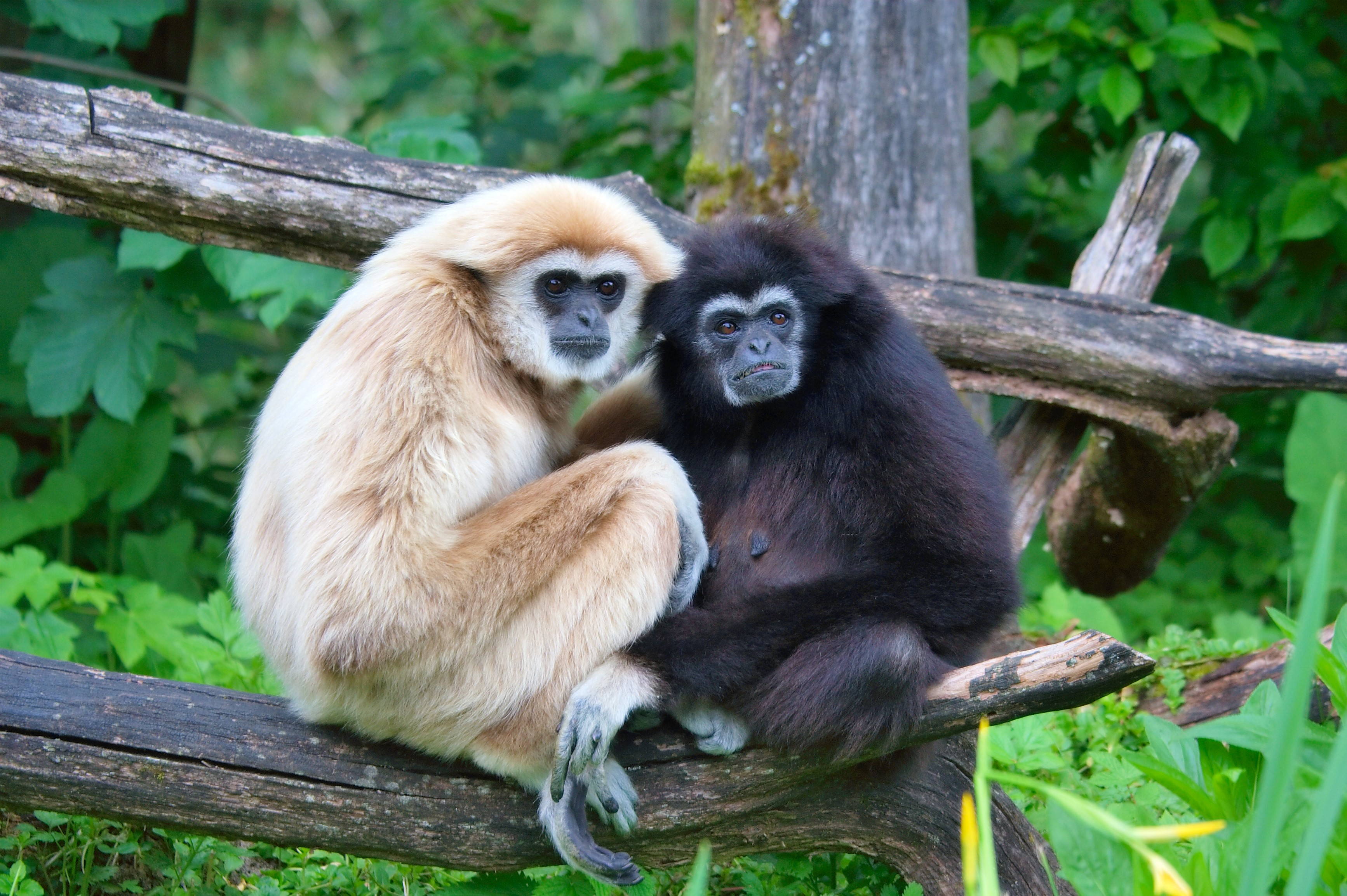
Hylobatidae : Hylobates lar
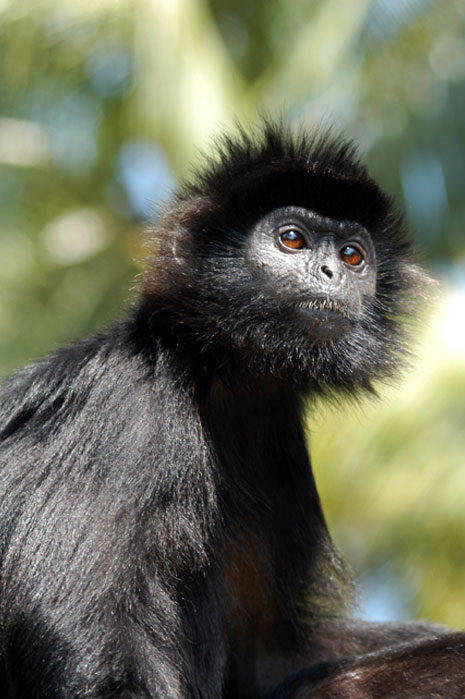
Hylobatidae : Symphalangus syndactylus
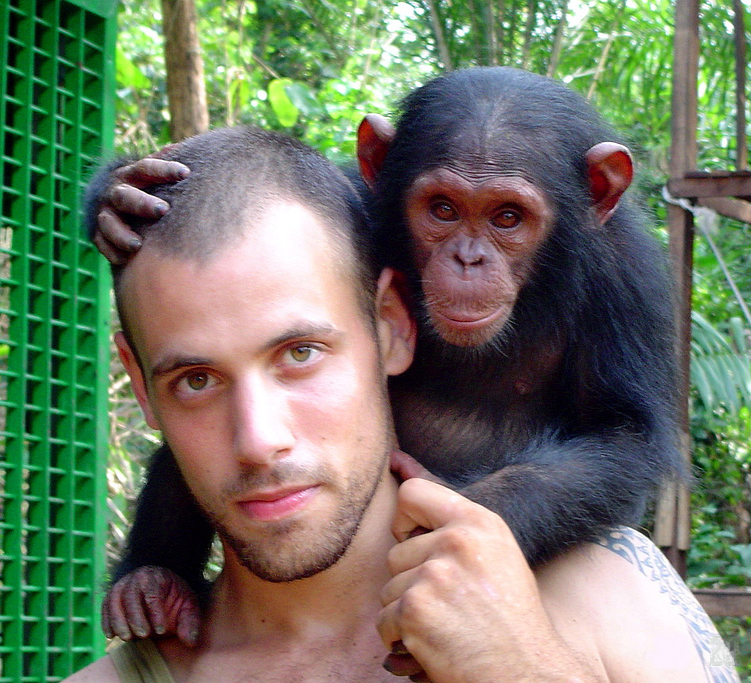
Hominidae : Homo sapiens și Pan troglodytes
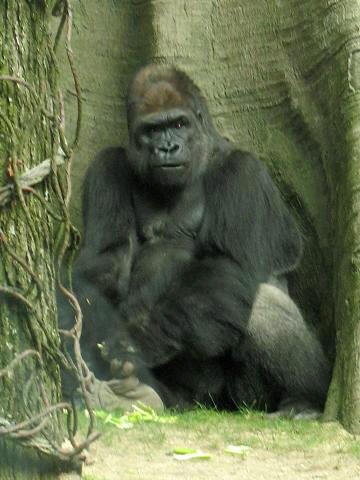
Hominidae : Gorilla gorilla
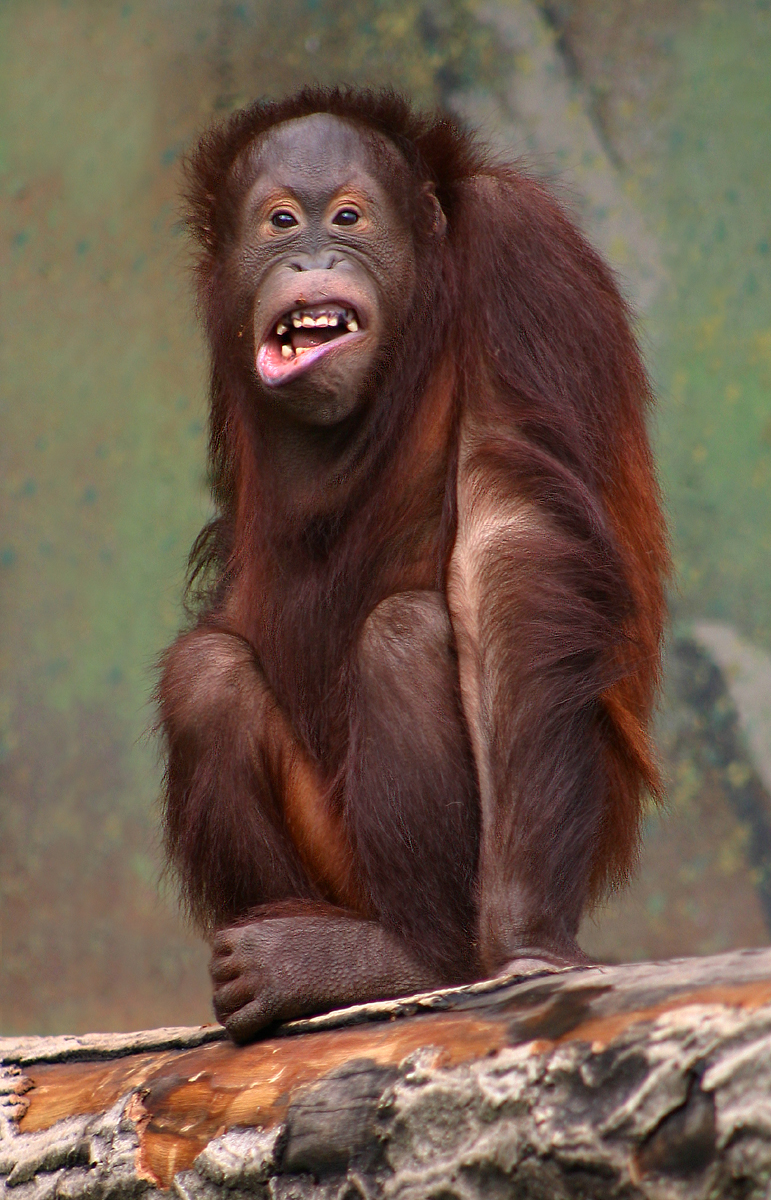
Hominidae : Pongo pygmaeus